# Mjøndalen

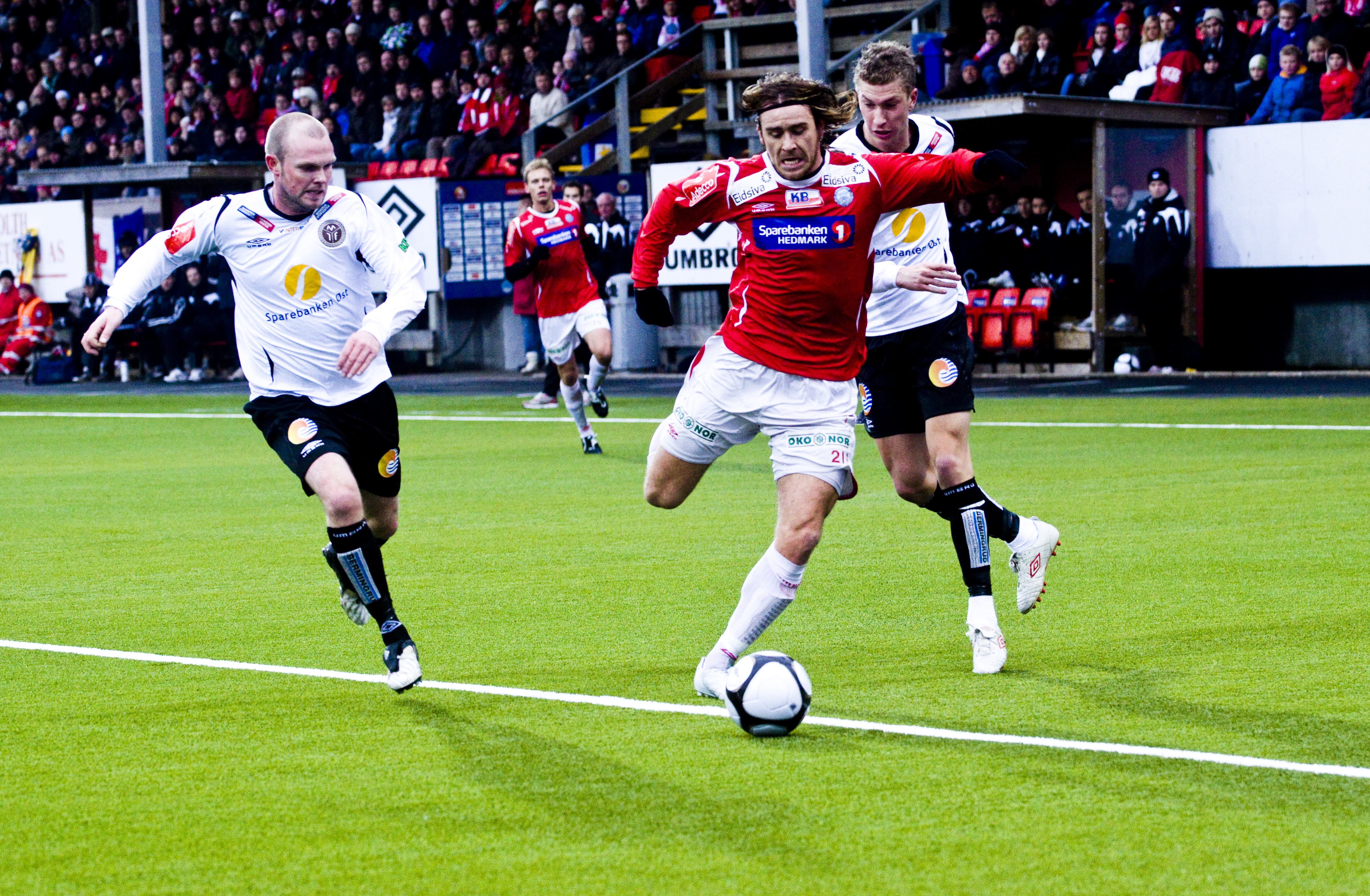
Mjøndalen IF i vita bortatröjor försvarar sig här mot Kongsvinger IL i sista omgången av Adeccoligan 2009. Mjøndalen har tidigare tillhört Norges främsta fotbollslag.

Mjøndalen är en tätort i Drammens kommun, Buskerud fylke i Norge. Mjøndalen har cirka 8 000 invånare och ligger på sydsidan av Drammenselva, 11 km väster om Drammen. Tvärs över älven ligger Krokstadelva.